# Gymnastique aux Jeux olympiques d'été de 2000
Navigation
Atlanta 1996 Athènes 2004
Aux Jeux olympiques de 2000, trois disciplines de gymnastique sont au programme : la gymnastique artistique, la gymnastique rythmique et le trampoline.